# Macrorrhyncha rostrata
Macrorrhyncha rostrata är en tvåvingeart som först beskrevs av Zetterstedt 1851.  Macrorrhyncha rostrata ingår i släktet Macrorrhyncha och familjen platthornsmyggor. Enligt den finländska rödlistan är arten sårbar i Finland. Enligt den svenska rödlistan är arten nära hotad i Sverige. Arten förekommer i Svealand. Arten har tidigare förekommit i Götaland men är numera lokalt utdöd. Artens livsmiljö är naturlundskogar. Inga underarter finns listade i Catalogue of Life.